# Jeremy Bokila
Jeremy Loteteka Bokila (Kinshasa, Zaire — actual República Democrática del Congo —, 14 de noviembre de 1988) es un futbolista congoleño. Juega como delantero en el Livingston F. C. de la Scottish Premiership.

## Selección nacional
Ha sido internacional con la selección de fútbol de la República Democrática del Congo; donde hasta ahora ha jugado 19 partidos internacionales y ha anotado 6 goles por dicho seleccionado.

## Clubes
| Club                             | País           | Año       |
| -------------------------------- | -------------- | --------- |
| AGOVV Apeldoorn                  | Países Bajos   | 2007-2010 |
| S. V. Zulte Waregem              | Bélgica        | 2010-2013 |
| Sparta Rotterdam (cedido)        | Países Bajos   | 2011-2012 |
| F. C. Petrolul Ploiești (cedido) | Rumania        | 2012-2013 |
| F. C. Terek Grozny               | Rusia          | 2013-2015 |
| Guangzhou R&F                    | China          | 2015-2017 |
| Eskişehirspor (cedido)           | Turquía        | 2016      |
| Al Kharitiyath S. C. (cedido)    | Catar          | 2016      |
| Akhisar Belediyespor             | Turquía        | 2017-2019 |
| CFR Cluj (cedido)                | Rumania        | 2017-2018 |
| Dinamo Bucarest (cedido)         | Rumania        | 2017-2018 |
| Hatayspor                        | Turquía        | 2019      |
| Keçiörengücü                     | Turquía        | 2020      |
| K. V. V. Thes Sport              | Bélgica        | 2020-2021 |
| Oakland Roots S. C.              | Estados Unidos | 2021      |
| Willem II                        | Países Bajos   | 2022-2025 |
| Livingston F. C.                 | Escocia        | 2025-     |